# Yamaha Rock Tour Custom
La Yamaha Rock Tour Custom è stata un modello professionale di batteria realizzato dalla Yamaha Drums nel 1990. Sono state costruite in Giappone e in Inghilterra.
È fuori commercio dal 1994, e non va confusa con il nuovo set "Rock Tour" prodotta nel 2010 di qualità minore.
È composta da Betulla e Mogano Filippino e da uno strato di "resina fenolica". Ha un suono corposo e ben bilanciato.".
La grancassa e i timpani sono composti da ben 11 strati. I tom-tom e il rullante da 8 strati.
La batteria aveva le configurazioni Power Sizes e Turbo Sizes, di moda a quei tempi.

## Rock Tour Custom Componenti[3][4]

### Power Size Codici Modelli
| Toms | Timpani                         | Grancasse                       |
| --- | ------------------------------- | ------------------------------- |
| RTT-808 (8x8) RTT-810 (10x10) RTT-812 (12x10) RTT-813 (13x11) RTT-814 (14x12) RTT-815 (15x13) RTT-816 (16x14) | RFT-816 (16x16) RFT-818 (18x16) | RBD-822 (22x16) RBD-824 (24x16) |

### Turbo Size Codici Modelli
| Toms                                               | Grancasse                                          |
| -------------------------------------------------- | -------------------------------------------------- |
| RTT-812T (12x12) RTT-813T (13x13) RTT-814T (14x14) | RBD-822T (22x18) RDB-824T (24x18) RBD-826T (26x18) |

### Rullanti
| Rullanti                        |
| ------------------------------- |
| RSD-086 (14x6.5) RSD-088 (14x8) |

## Endorsers famosi
Matt Sorum

Gary Husband

Manu Katché

Nick Menza

Cozy Powell

Akira Jimbo

Eric Kretz

## Finiture Realizzate[5]
Solid Black

Hot Red

Stage White

Mellow Yellow

Cobalt Blue

Black Sparkle

## Galleria d'immagini

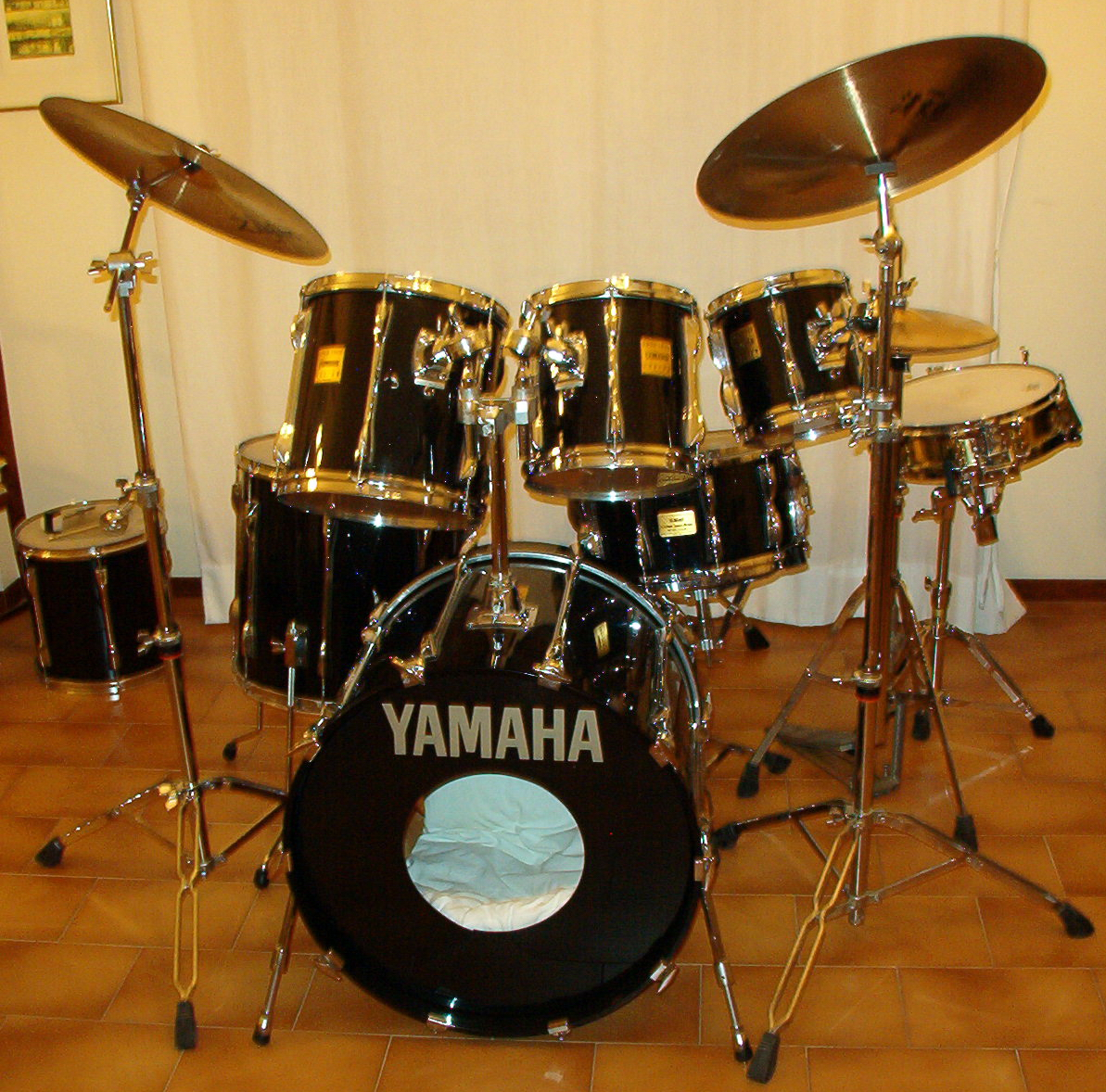
Rock Tour Custom Set Up in Black Sparkle.
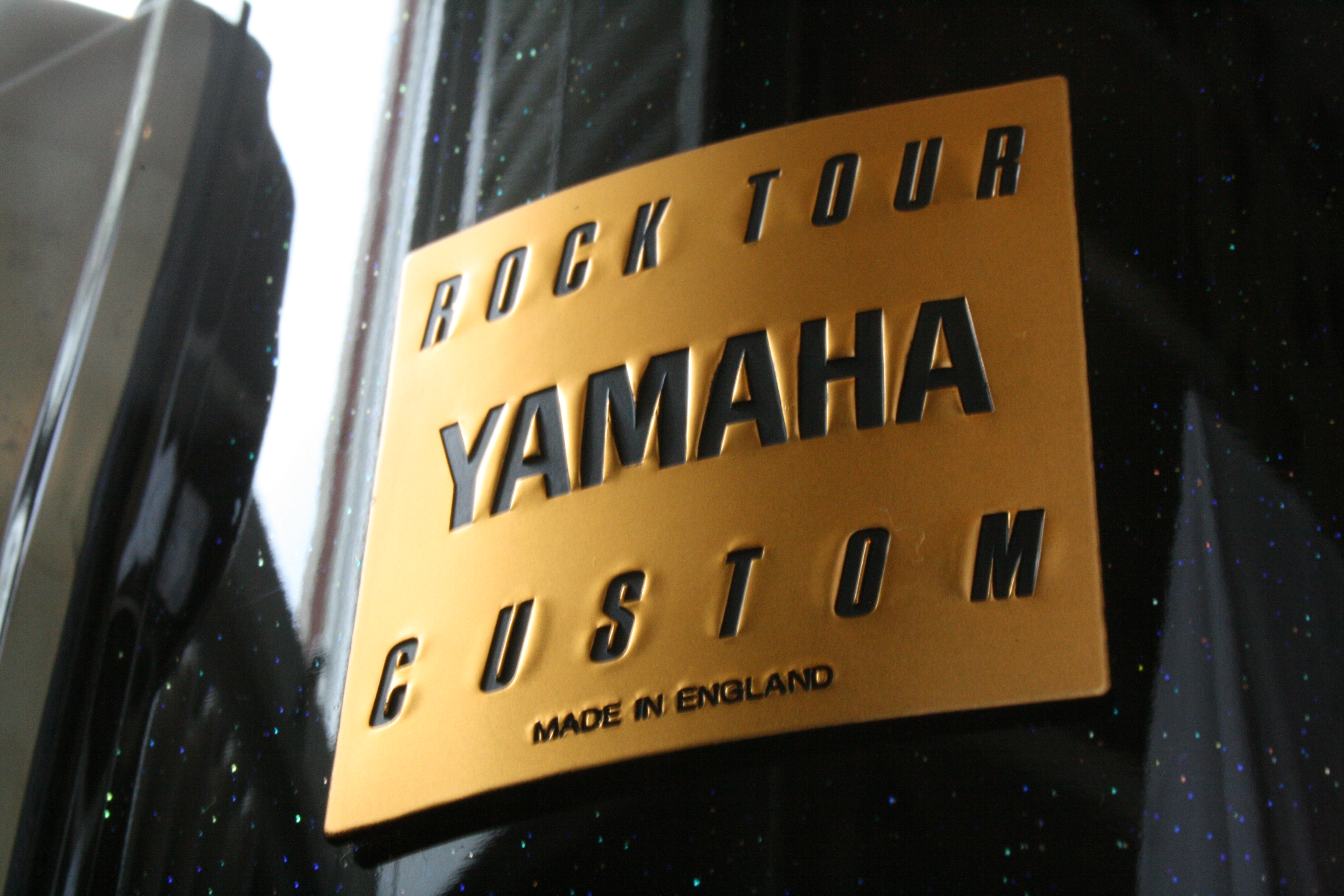
Rock Tour Custom Badge.
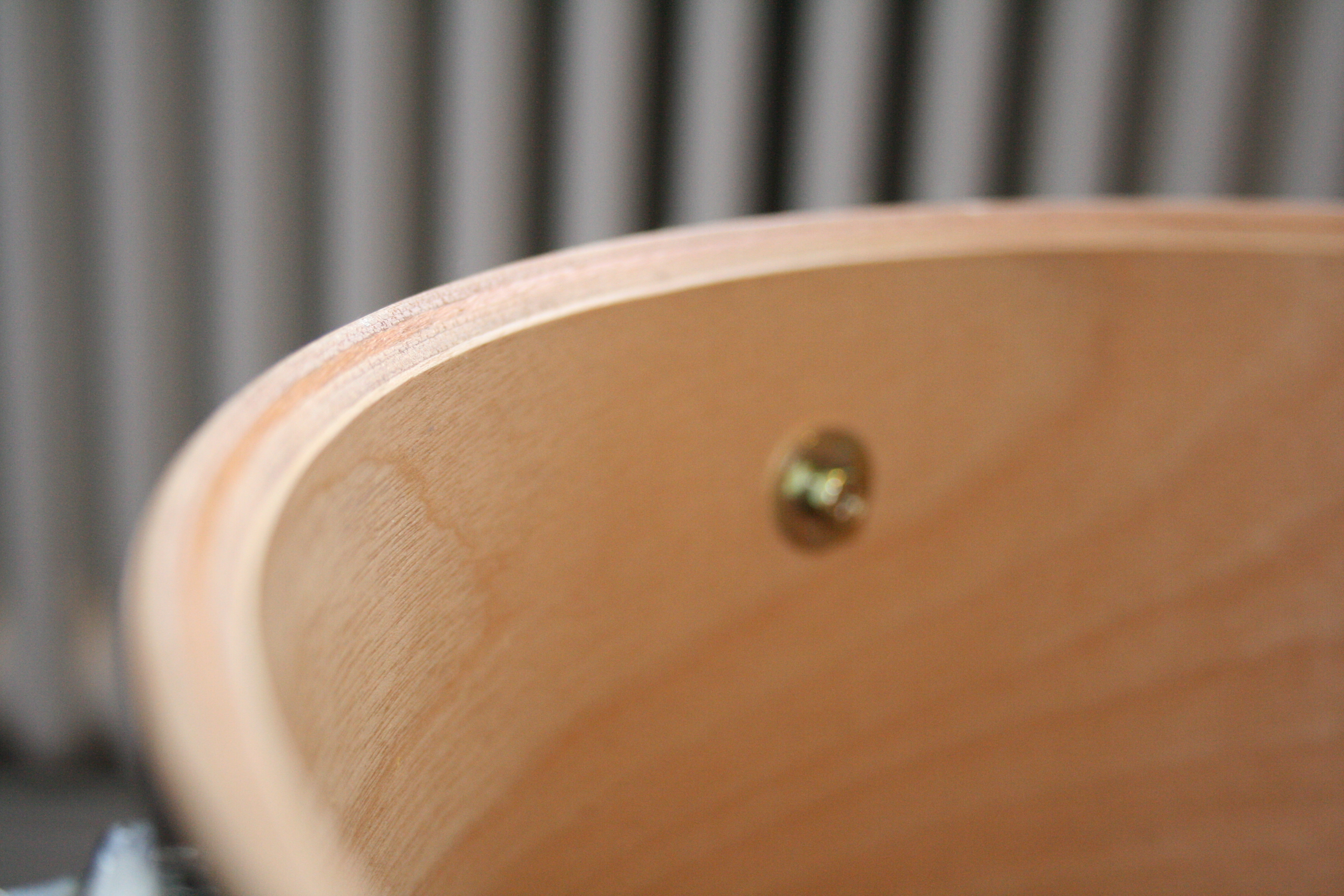
Rock Tour Custom bearing edge and shell interior.
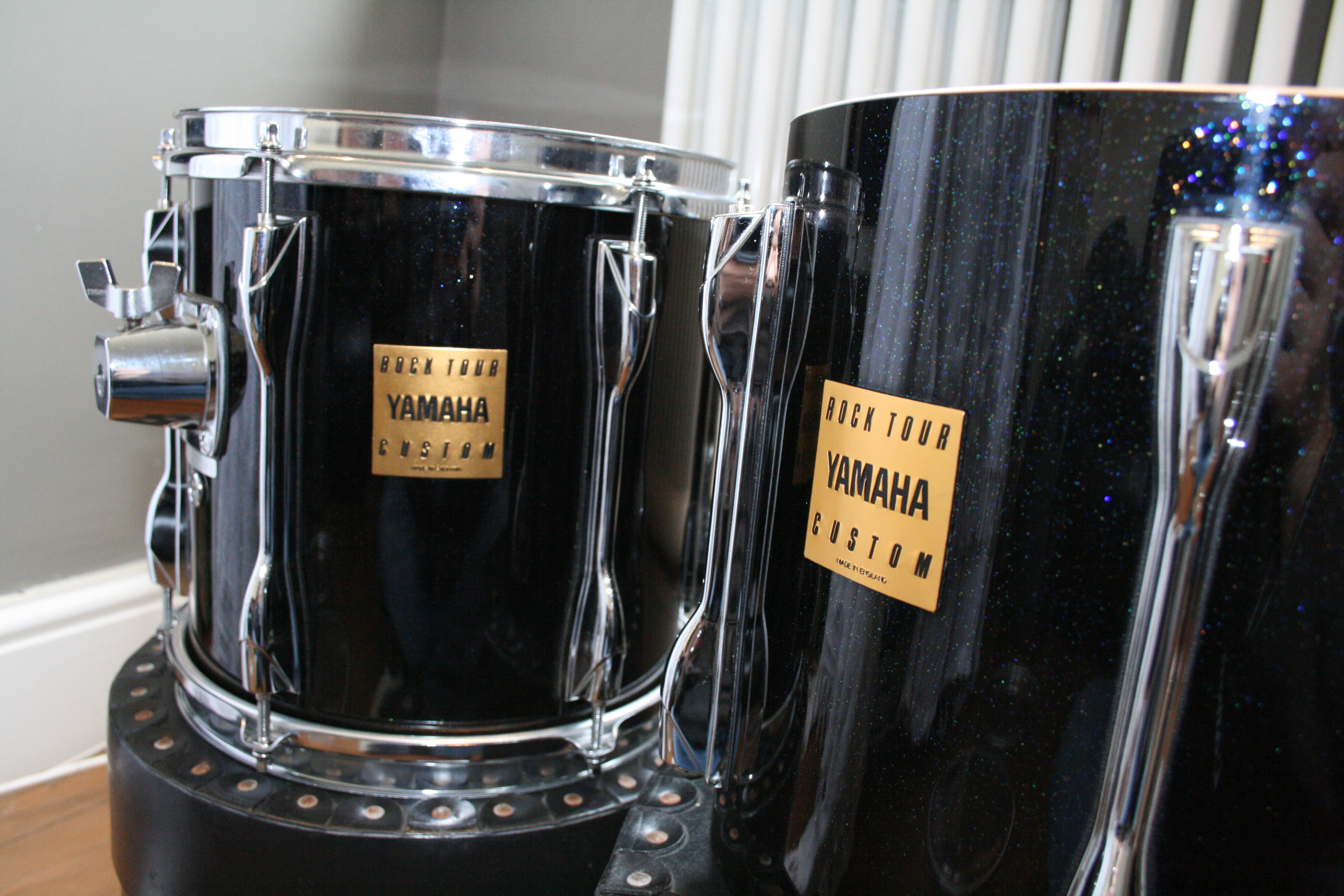
Black Sparkle Rock Tour Custom tom toms.